# 新太古代
新太古代，是太古宙的最後一個代，前一個是中太古代，後一個是元古宙的古元古代，新太古代的年代大約在28~25億年之間。

## 特点
新太古代早期出現了地球形成以來的第一次冰河期，並延續3億年，也就是28~25億年之間。
太古代時期的火山和板塊運動非常活躍，而且那個時候地球的地殼比現今的要來得薄，因此在很多地方可能都存在斷層、開裂等現象。大塊的大陸直到太古代晚期才出現，大部分時候，大陸以小塊原始大陸的形式存在而劇烈的地質運動使得它們無法整合。
大氣層在太古代已經形成，溫度應該和現今差不多，但是濃度要高很多。大氣層剛剛形成的時候主要成分應該是氦氣和氫氣。但是隨著地球不斷從內部釋放出高溫氣體，大氣層的主要成分逐漸變為二氧化碳，兼有甲烷、氮氣和水。這一推測得到了化石證據的支持。這些溫室氣體防止了地球隨著地質活動的減緩而逐漸冷卻，因此是產生生命最重要的前提之一。還有一個有趣的現象就是，大部分金屬礦藏（鐵、銅、鋅、鎳和金）都源於太古代，澳大利亞和加拿大豐富的巨礦在那個時候就產生了。